# Beša (Košice)
Beša (in ungherese Bés, in tedesco Gutspring) è un comune della Slovacchia facente parte del distretto di Michalovce, nella regione di Košice.

## Storia
Nell'area di Beša sono stati ritrovati reperti archeologici risalenti all'Età del Bronzo, all'epoca dei Celti, nonché a quella romana e dei Barbari. 
Il villaggio è menzionato per la prima volta nel 1260 con il nome di Bees come possedimento della Signoria di Čičarovce che, nel 1279, lo donò ai conti Hunt-Poznan. Nel 1404 passò al conte Demeter di Paňovce. Nel XVIII secolo appartenne ai Klobussicy. Dal 1938 al 1944 fece parte dell'Ungheria.